# Waunakee
Waunakee is een plaats (village) in de Amerikaanse staat Wisconsin, en valt bestuurlijk gezien onder Dane County.

## Demografie
Bij de volkstelling in 2000 werd het aantal inwoners vastgesteld op 8995. In 2006 is het aantal inwoners door het United States Census Bureau geschat op 10.646, een stijging van 1651 (18,4%).

## Geografie
Volgens het United States Census Bureau beslaat de plaats een oppervlakte van 15,4 km², geheel bestaande uit land. Waunakee ligt op ongeveer 302 m boven zeeniveau.

## Plaatsen in de nabije omgeving
De onderstaande figuur toont nabijgelegen plaatsen in een straal van 12 km rond Waunakee.